# Последний бойскаут
«Последний бойскаут» (англ. The Last Boy Scout) — кинофильм, комедийный боевик 1991 года, в котором главные роли сыграли Брюс Уиллис и Дэймон Уэйанс.

## Сюжет
Действие происходит в Калифорнии (США) в начале 1990-х годов.
Джо Хэлленбек (фамилия главного героя является рифмованной игрой слов «[в] ад и обратно», подразумевается, что он и так уже «прошёл через ад», отсюда его цинизм и чёрствость) — в прошлом телохранитель президента США Картера, и однажды даже спасший ему жизнь, а ныне — частный детектив без особой практики, неудачник и пьяница. И всё из-за того, что Джо — прямолинейный поборник морали и справедливости, «последний бойскаут». Его выгнали из Секретной службы США только потому, что он избил высокопоставленного чиновника, который оказался сексуальным садистом, застав его за избиением проститутки.
Как-то раз, вернувшись поутру домой, Джо обнаруживает в спальне любовника жены, по совместительству своего лучшего друга и партнёра по бизнесу Майка. После недолгого разбирательства Майк покидает дом Джо и немедленно гибнет после взрыва своей машины.
Непосредственно перед этим Майк по телефону передал Джо новый заказ — поработать телохранителем стриптизёрши по имени Кори. Джо отправляется в стриптиз-бар, где первым делом встречает парня Кори — бывшего игрока в американский футбол Джимми Дикса, которого выгнали из Национальной футбольной лиги после скандала с тотализатором и наркотиками. Когда Дикс был действующим игроком, Джо был поклонником его спортивного таланта. Едва только Кори успевает выйти из бара, как она тоже гибнет от рук наёмных убийц. Джо успевает только узнать, что Кори кто-то угрожал. Вместе с Джимми Диксом они отправляются к ней домой выяснить причины покушения. Дома у Кори обнаруживается магнитофонная запись о тайных переговорах владельцев клуба, где играл Джимми, с целью легализовать футбольный тотализатор.
Джо Хэлленбек и Джимми Дикс встали на пути могущественной мафии, которая сначала пытается подкупить, а затем убить продажного сенатора Бэйнарда (того самого садиста, из-за которого Джо был уволен) — председателя комиссии, которая решает, разрешить легальный тотализатор или нет. Хэлленбеку и Диксу удаётся предотвратить покушение на сенатора и спасти от смерти дочь Джо, похищенную боевиками мафии. В итоге, когда всё благополучно разрешается, Джо предлагает Джимми стать своим партнёром по детективному бизнесу.

## В ролях
| Актёр           | Роль              |
| --------------- | ----------------- |
| Брюс Уиллис     | Джо Хэлленбек     |
| Дэймон Уэйанс   | Джимми Дикс       |
| Ноубл Уиллингем | Шелдон Маркоун    |
| Тейлор Негрон   | Майло             |
| Челси Филд      | Сара Хэлленбек    |
| Даниэль Харрис  | Дэриан Хэлленбек  |
| Хэлли Берри     | Кори              |
| Брюс Макгилл    | Майк Мэттьюс      |
| Ким Коутс       | Чет               |
| Билли Блэнкс    | Билли Коул        |
| Рик Дукомман    | владелец бассейна |

## Съёмки
До работы над сценарием Шэйн Блэк два года жил в депрессии из-за тяжёлой разлуки с первой любовью, «ничего не делал, только курил и читал книжные обложки»; всё это позже нашло отражение в персонаже Джо Хэлленбека. При этом свою работу Блэк оценил как «один из лучших опытов в моей жизни: я провёл очень много времени, работая в одиночестве… прекрасное напряжённое время, никогда мне не удавалось так сосредоточиться на работе».
После успеха «Смертельного оружия» Блэк получил за сценарий «Последнего бойскаута» рекордные по тем временам 1 750 000 долларов, отказавшись от ещё более щедрого предложения в 2,5 миллиона ради возможности работать с продюсером Джоэлом Сильвером, который специализировался на боевиках. Позднее Блэк пожалел об этом решении, поскольку студия заставила его внести в сценарий множество правок — «больше, чем когда-либо ещё» — в надежде сделать фильм наподобие «Крепкого орешка» по стандартной для Сильвера формуле «„бабах“ каждые 10 минут».
Так, в первой версии сценария действие в последней трети фильма должно было происходить на воде в районе Лонг-Бич. Главными злодеями должны были стать сенатор Бэйнард и его сын Луис, которые погибали в концовке фильма. Режиссёр Тони Скотт, наоборот, был сторонником более плавного развития событий и красивых кадров и, как и Блэк, хотел снимать кино в стиле нуар..
Фильм был снят за 90 дней, съёмки проходили с 11 марта до середины июня 1991 года, в Лос-Анджелесе и окрестностях. По словам ассистента Скотта Джеймса Скотчдопоула, съёмки протекали тяжело, потому что проект «собрал слишком много альфа-самцов», по-разному видевших фильм, режиссёр стоял на своём до конца и отснял огромное количество материала, который затем неоднократно перемонтировали с нуля. О конфликте упоминал и сам Тони Скотт, который остался недоволен тем, что Сильвер и Уиллис постоянно вмешивались в процесс работы. Развязка, сцена во время футбольного матча, снималась там же, где и происходили события по сценарию — на стадионе Los Angeles Memorial Coliseum, в присутствии массовки из 6000 статистов.
Композитору Майклу Кеймену очень не понравился фильм, но, будучи хорошим другом Брюса Уиллиса и Джоэла Силвера, он согласился написать музыку к картине.

## Отзывы
Роджер Эберт оценил фильм в три звезды из четырёх и назвал его отличным примером такого рода кино: «глянцевый, мастерски снятый, циничный, умный, порочный и омерзительно сексистский экшн-триллер».
Сергей Кудрявцев поставил фильму 7,5 баллов из 10 и похвалил режиссёра за то, что после провала фильма «Месть» он, наконец, достиг «искомого равновесия между стилем безостановочного по развитию событий, напряжённого боевика и ироничной, порой с чёрным юмором, манеры „городского жаргонного рассказа“ об опасных приключениях в „каменных джунглях“ современной Америки».
Режиссёр Эдгар Райт назвал фильм отправной точкой для своей комедии «Типа крутые легавые»: «экшн-триллер, окружённый россыпью цитат».
По словам Тони Скотта, несмотря на разногласия на съёмочной площадке, это была его любимая работа наряду с «Настоящей любовью», хотя сценарий Шэйна Блэка он оценивал ещё выше.